# Noël à Pauvreville
Noël à Pauvreville est une histoire en bande dessinée de Carl Barks. Elle met en scène plusieurs personnages de l'univers de Donald Duck, en mettant en avant Riri, Fifi et Loulou ; apparaissent également Daisy, Picsou et Gontran. Elle se déroule à Donaldville, avant Noël.

## Synopsis
Riri, Fifi et Loulou traversent le quartier de Pauvreville (Shacktown en anglais) et se disent qu'il est injuste qu'ils aient des cadeaux à Noël alors que les enfants de cette partie misérable de la ville n'en auront pas. Ils croisent Daisy qui décident de lancer son club dans une opération de charité pour organiser un grand repas de Noël à Pauvreville.
Pour trouver l'argent nécessaire (et faire bonne impression devant Daisy et ses neveux), Donald va montrer l'exemple en contraignant l'oncle Picsou à se montrer généreux.

## Fiche technique
- Histoire n°DDFC 367.
- Éditeur :
- Titres de premières publications: A Christmas for Shacktown (anglais, littéralement : un Noël pour Cabaneville, comprendre le bidonville), et Paperino e il ventino fatale (italien)
- Titre en français : Un Noël à Pauvreville ou Noël pour Pauvreville datent des publications de l'histoire dans Picsou Magazine en 1991 et 2000. Auparavant, elle a été titrée Onc' Picsou généreux malgré lui en 1957 et Donald et le p'tit sou en 1976 ; ces deux titres focalisent sur deux intrigues de l'histoire tandis que les plus récents rappellent l'intrigue principale.
- 32 planches.
- Auteur et dessinateur : Carl Barks.
- Premières publications : One Shots ou Donald Duck Four Colors n°367 (États-Unis) et Topolino n°37 (Italie), janvier 1952.
- Première publication en France : Journal de Mickey n°291, décembre 1957.

## Cette histoire dans l'œuvre de Carl Barks
Les histoires de Noël par Carl Barks placent souvent les neveux de Donald au centre de l'intrigue à cause des cadeaux qu'ils demandent, de la nécessité de Donald d'en appeler à la solidarité de la famille puisqu'il est le plus souvent fauché. Cette histoire se distingue par les états d'âme de Riri, Fifi et Loulou après leur traversée d'un bidonville fait de cabanes en bois (d'où le nom anglais de Shacktown). Il est vrai qu'ils sont membres des Castors Juniors depuis 1950 et les idéaux de cette organisation ont commencé à les marquer.
La première partie montre Donald faisant appel à toutes les ressources possibles pour cette opération de charité à la fois par générosité, pour plaire à Daisy et prouver qu'il est quelqu'un à ses neveux. Il harcèle Picsou, et s'associe avec son cousin Gontran à la chance insolente.
La deuxième partie de cette longue histoire est lancée par un événement inattendu et qui la recentre sur Picsou. Celui-ci se montre d'abord comme l'Ebenezer Scrooge dont il est issu, ce personnage avare et misanthrope mis en scène par Charles Dickens dans Un Chant de Noël. Néanmoins, il est suffisamment sensible pour promettre à Donald l'argent de la dinde si le neveu rassemble celui du cadeau pour les enfants de Pauvreville. C'est lorsque Donald vient conclure ce contrat que le malheur est arrivé : la fortune entassée de Picsou a provoqué l'éboulement du sous-sol et l'argent est désormais inaccessible. Barks fait alors appel à l'ingéniosité des jeunes neveux et des Castors Juniors pour sauver la fête.
Cette longue histoire de Noël (32 planches) permet d'illustrer la complexité des personnages de Donald et de Picsou lorsque se présente le défi de la générosité : le premier parce qu'il n'en a pas les moyens financiers, le second parce qu'il n'en a pas (encore ?) les moyens moraux.

## La suite par Don Rosa
En 2001, Don Rosa imagine une suite à Noël à Pauvreville : La Première Invention de Géo Trouvetou. Dans celle-ci, Donald et ses neveux se souviennent comment Picsou parvint à retrouver sa fortune sans passer 272 ans dans une grotte. À l'époque de l'histoire, Fulton Trouvetou a laissé sa boutique de réparation à son fils Géo, prêt à aider, mais un peu tête en l'air. Sa première mission va être d'inventer un moyen de sauver la fortune du « canard le plus riche du monde ».
Cette histoire marquait également le cinquantième anniversaire de la création du personnage de Géo par Carl Barks.